# 聖地 (アブラハムの宗教)

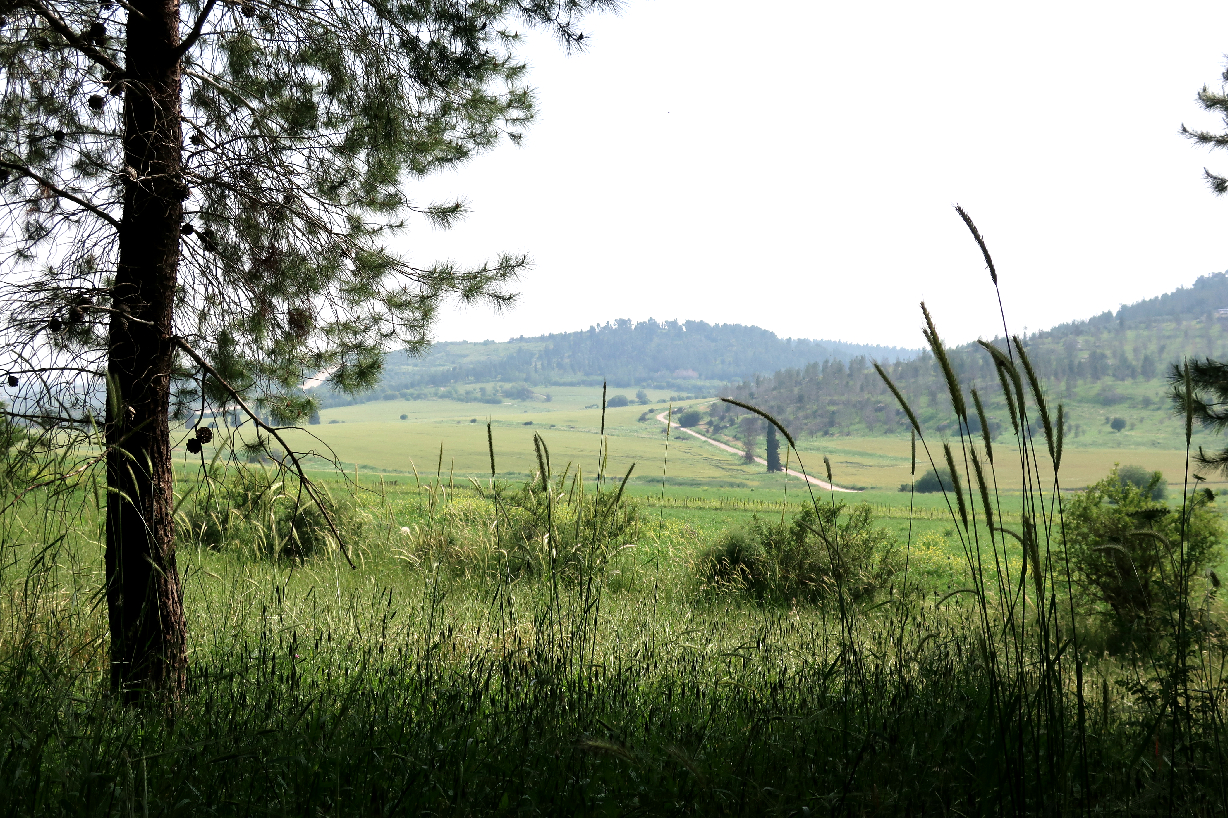
聖地のアブドゥラムに至る道

アブラハムの宗教における聖地（ヘブライ語: אֶרֶץ הַקּוֹדֶשׁ Eretz HaKodesh、羅: Terra Sancta、阿: الأرض المقدسة Al-Arḍ Al-Muqaddasah / 阿: الديار المقدسة Ad-Diyar Al-Muqaddasah）は、大まかにヨルダン川と地中海との間、またヨルダン川の東岸も含む地域を指す。聖書におけるイスラエルの地や、パレスチナとも大まかに一致する。現代の地図上では、イスラエル、パレスチナ領域、ヨルダン西部、レバノン南部の一部、シリア南西部の一部にあたる。
聖地の重要性は、イエス・キリストが公生涯を過ごした歴史的な地域としての、そして、ムハンマドの夜の旅および昇天（夜の旅・昇天の書を参照）が起こった地としての、エルサレムの宗教的重要性（ユダヤ教にとって最も重要な都市）に由来する。
この土地のキリスト教徒の巡礼の目的地としての聖性は、630年代にキリスト教徒の東ローマ帝国からムスリム（イスラム教徒）が奪った地を、再びムスリムから奪還しようとしたヨーロッパ人キリスト教徒による、十字軍の派遣の一因となった。
19世紀には、当該地に所在する諸聖地が東方問題の原因となったことで外交的な論争・紛争の対象となり、1850年代のクリミア戦争の遠因となった。
聖地に所在する数多くの場所は、長きに渡って（ユダヤ教、キリスト教、イスラム教、そしてバハイ教を含む）アブラハムの宗教の信者にとって巡礼の目的地となっており、巡礼者たちは、彼ら自身の信仰の物理的な明示・顕現を目の当たりにするために、聖的な文脈における彼ら自身の信念を集団的な高揚と共に確認するために、そして聖地と人格的に結び付く（繋がる）ために、聖地を訪れる。

## ユダヤ教

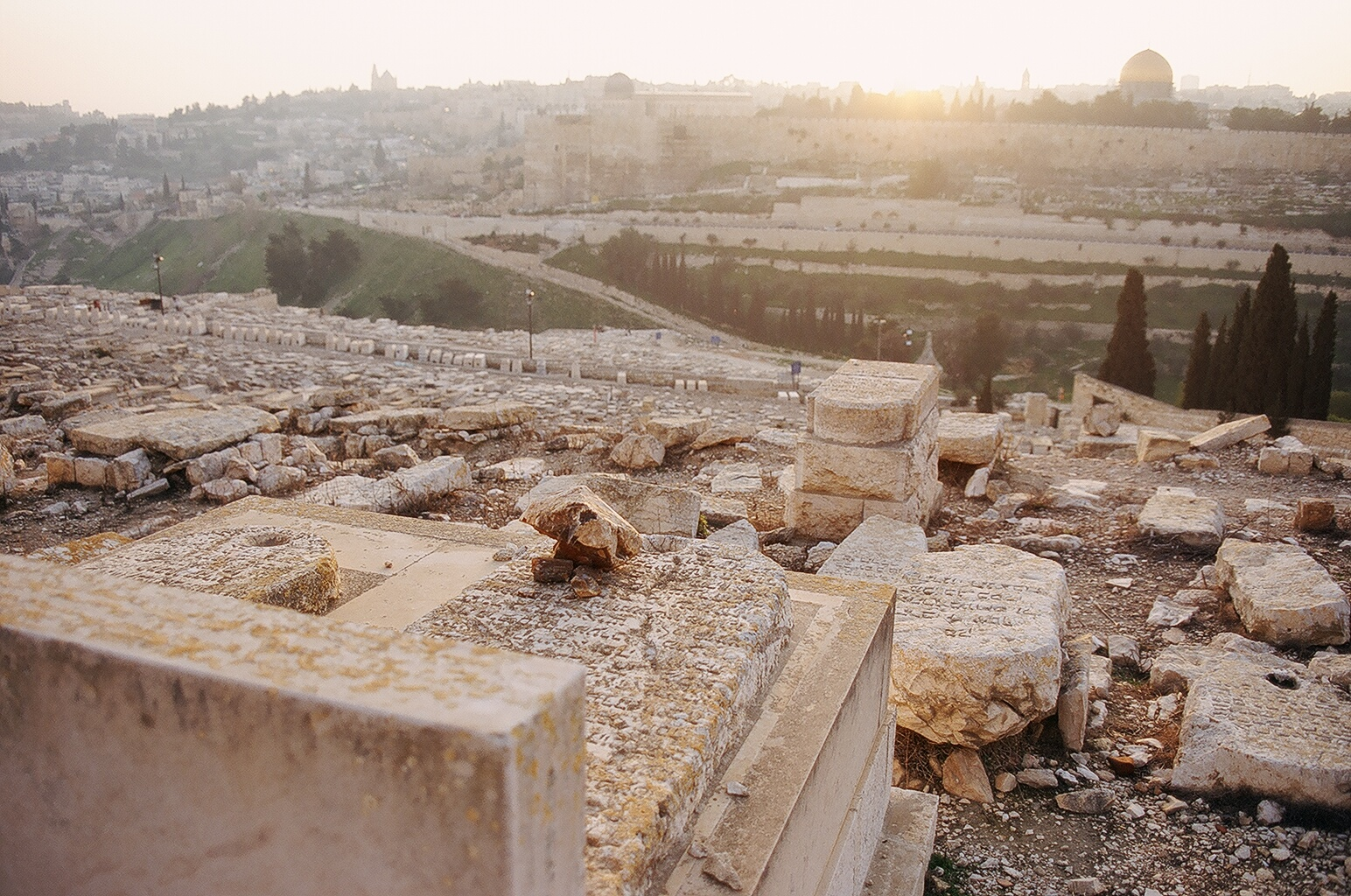
エルサレムのオリーブの山にあるユダヤ教徒墓地。イスラエルの神聖な土地に葬られることを夢見るユダヤ人も多い。ラビ・アナンは「イスラエルに葬られることは、祭壇の下に葬られるようなものだ。」と述べている。

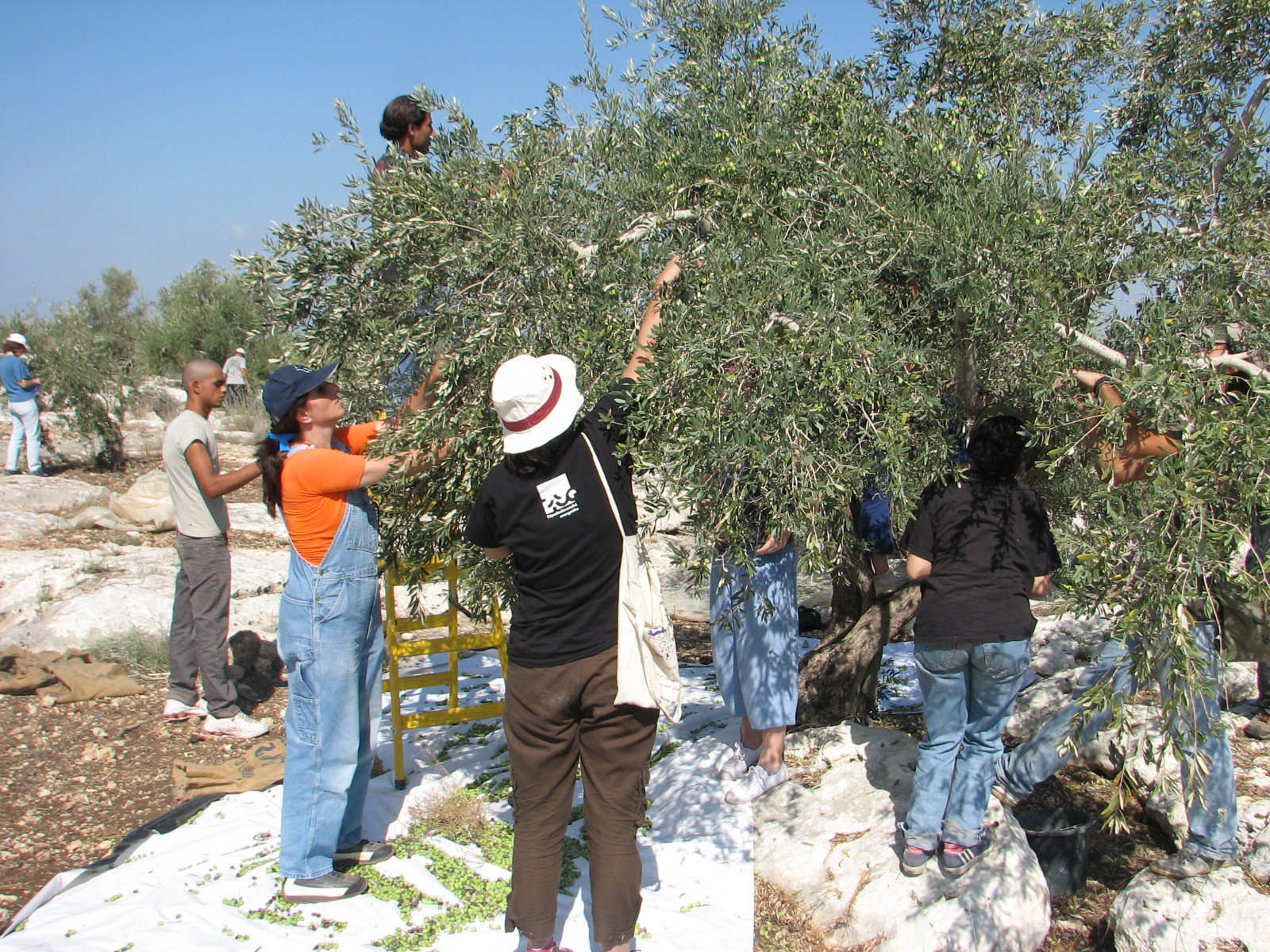
ケフィンのオリーブの木。オリーブはユダヤ教においては神聖性をもつ木とされ、安息年には特に尊ばれる。7年に一度の安息年については、様々な宗教法がからんでくる。

ユダヤ人は、一般にはイスラエルの地を「聖地」(ヘブライ語: אֶרֶץ הַקוֹדֵשׁ Eretz HaKodesh)とは呼ばない。タナハ（ヘブライ語聖書）、この文脈で「聖地」という言葉を使っているのは一文だけである。非ヘブライ語の文書群である第二正典内でも2つの用例しかない。タナハによれば、イスラエルの地が神聖なのは、まずこの地が神からイスラエルの民に与えられた「約束の地」であり、神との契約と不可分であるからとされている。トーラーにある多くのミツワーは、イスラエルの民への神の命令はイスラエルの地にてのみ行われる、として、他の地と明確に差別化している。例えば、イスラエルの地は「いかなる土地も永久に売り渡してはならない」(Lev 25:23)。なおユダヤ人のディアスポラの影響で、ユダヤ教の祝祭日は世界各地のユダヤ教徒の間でずれが生じるようになっており、安息年の習慣もイスラエル在住の一部のユダヤ人が形式的に行っているに過ぎない。
Eliezer Schweidは、次のように述べている。
イスラエルの地の特殊性は...「地理神学的」('geo-theological')なもので、単に風土的なものとは言えない。この地はスピリチュアルな世界への入り口であり、我々が感覚を通して知っている物質世界を超えて横たわる存在の領域である。これこそが予言と祈りに関して、また同時に戒律に関してもこの地が特徴的な位置を占めている決め手である。
1906年に出版されたジューイッシュ・エンサイクロペディアは、イスラエルの聖性は、特に葬礼において顕著な傾向であるが、16世紀以降四大聖地すなわちエルサレム、ヘブロン、ツファット、ティベリアに集約されるようになったとしている。その中でも神殿の存在したエルサレムが特に重要であるとされる。現在でも、世界各地に散らばったユダヤ人の中にはイスラエルの神聖な土に葬られることを望み、実際にそのように埋葬される者もいる。
ユダヤ教では伝統的に、アブラハムがイサクを生贄にしようとしたイサクの燔祭の舞台となったモリヤの丘が後のエルサレムであると信じられている。ヘブライ語聖書では、「エルサレム」という言葉が669回も登場するが、それはミツワーがエルサレム周辺でしか実行できないとされたからである。類語である「シオン」（基本的にはエルサレムを指すが、時にイスラエルの地を指すこともある）という言葉は154回登場する。
タルムードでは、イスラエルでの入植が宗教的義務とされている。そのためユダヤ教においてイスラエルの土地を購入するのは極めて重要な活動とされており、タルムードでは安息日でも土地の獲得と入植は行ってよいとしている。Rabbi Johananは、「イスラエルの地を4キュビットも歩いた者なら、あの世に入ることを保証される。」と述べている。伝説によると、Eleazar ben ShammuaとJohanan HaSandlarがJudah ben Bathyraに教えを請うべくイスラエルを発ったものの、「パレスチナの神聖さについての思索が彼らの決心を圧倒した」ために彼らはシドンまでしかたどり着けず、彼らは涙をこぼし、己の服を引き裂き、引き返した。ユダヤ人はイスラエルの地を極めて重視するため他の地へ移住することが少なく、その結果ユダヤ教が奉じられている地域も限られている。しかしエルサレム神殿の破壊とイスラエルにおける数世紀にわたる迫害の末、自らの地位を保つことが難しいと考えたラビたちは、より良い地位を提供してきたバビロニアへ移住した。多くのユダヤ人は、イスラエルの地で死に、そこに埋葬されることを望んでいる。ラビ・アナンは、「イスラエルに葬られることは、祭壇の下に葬られるようなものだ。」と述べている。「彼の地は彼の人々を赦免するだろう」という言い回しがあるが、これはイスラエルの地に葬られた者はそのすべての罪を免じられる、という意味である。

## キリスト教

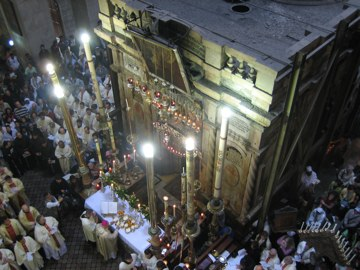
聖墳墓教会。イエス・キリストが復活した場所とされ、特に重要な巡礼地となっている。

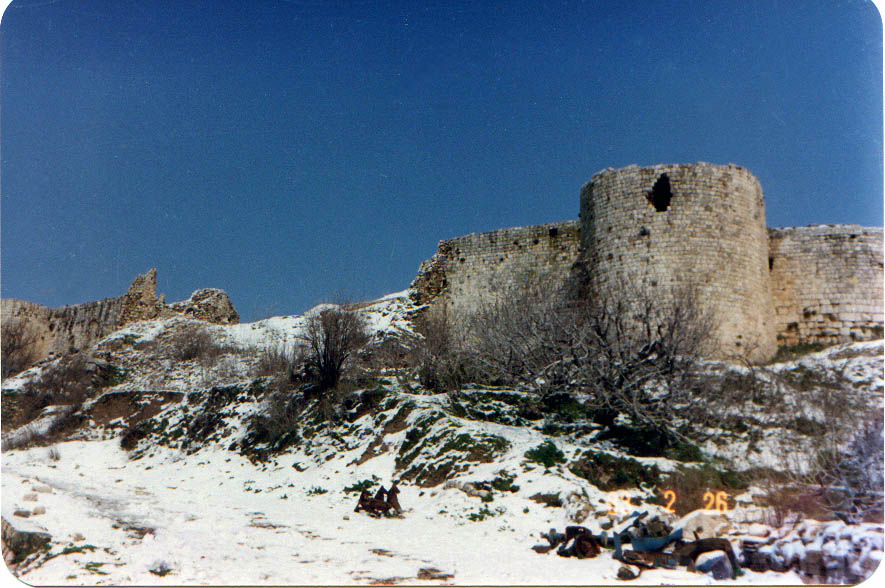
レバノンのティブニン村に残る十字軍のトロン城

キリスト教徒は、彼らがメシアと信じるイエス・キリストが降誕、活動、磔刑、復活したイスラエルの地を神聖視している。またナザレのイエス自身がユダヤ人であったことから、彼自身ユダヤ教徒としてイスラエルの地を神聖視していた可能性もある。
聖書などほとんどのキリスト教の書籍には、聖地（ガリラヤ、サマリア、ユダヤ）の地図が掲載されている。例えばドイツのプロテスタントの牧師ハインリヒ・ビュンティング (1545年 - 1606年)は、聖地の地理をまとめた『イティネラリウム・サクラエ・スクリプトゥラエ』(ラテン語: Itinerarium Sacrae Scripturae (直訳: 聖書の旅行記)を出版している。彼の本は非常に反響が大きく、「最も完成された聖書上の地理の概要を」提供し、「旧約聖書や新約聖書の主な人物の旅行記をたどることで聖地の地理を表現した」と評された。

## イスラム教

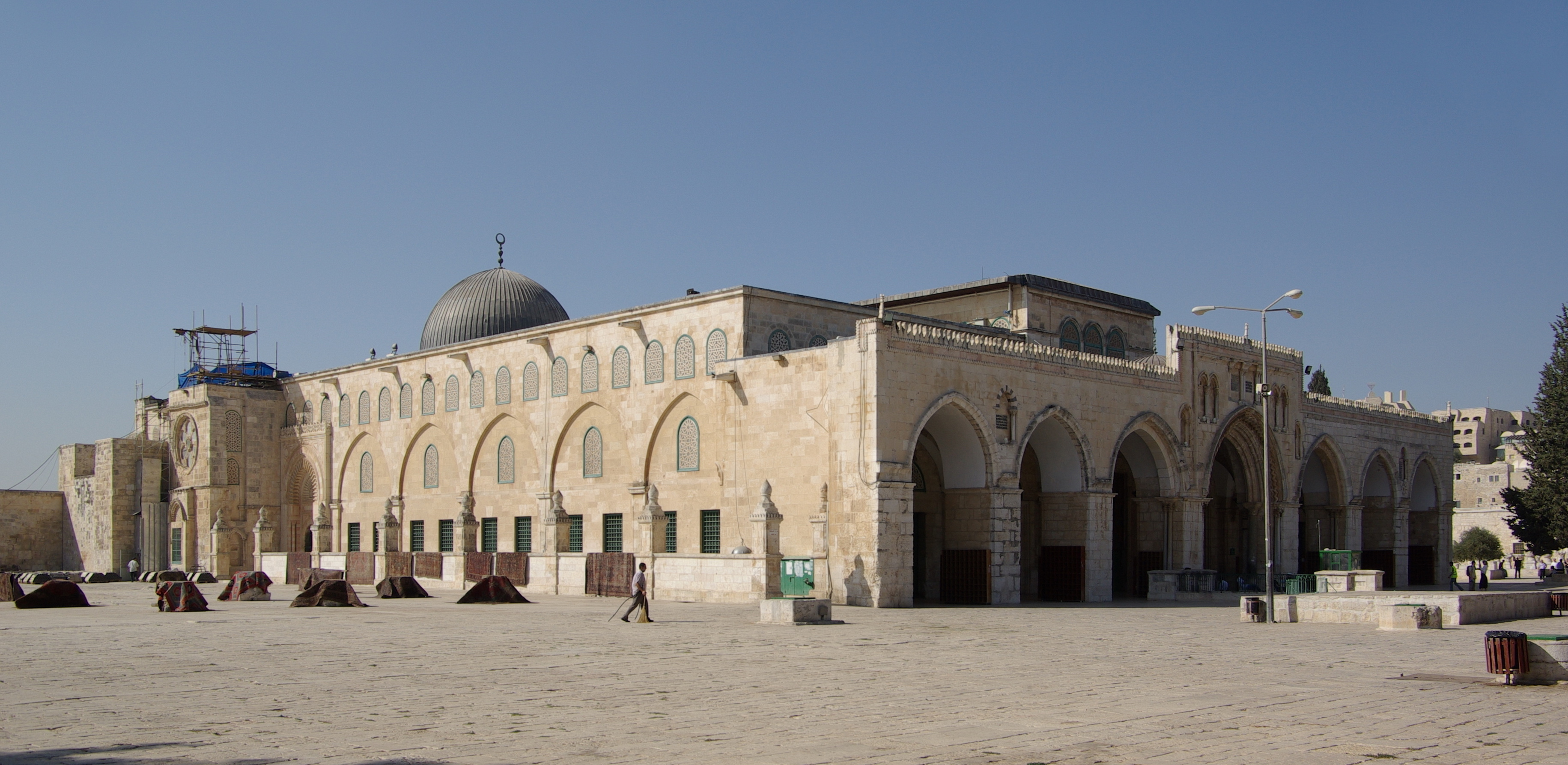
エルサレム旧市街のアル＝アクサー・モスク

クルアーンでは、聖地 (Al-Ard Al-Muqaddasah アラビア語: الأرض المقدسة, 英語: "Holy Land")という言葉はムーサー (モーセ)がイスラエルの子らに対して「おお、我が民よ！アッラーフがあなたたちのために与えた聖地に入れ。恥さらしにも引き返してはならぬ。そのようにしたらその時汝らは失敗者となる。」と述べる部分で登場してくる[Quran 5:21]。またクルアーンでは、この地が「祝福された」土地であるともしている。
エルサレム (Al-Quds, アラビア語: الـقُـدس, 「神聖な（地）」と呼ばれる)は、イスラム教においても極めて重要である。クルアーンによれば、ムハンマドは一夜にしてマッカの聖なるマスジドから「至遠の（アル＝アクサー）マスジド」へ旅をして昇天するという体験をした（ミウラージュ）[Quran 17:1]。ハディースでは、この「至遠のマスジド」はエルサレムのアル＝アクサー・モスクのことであると解釈されている。例えば教友アブー・フライラーは「アッラーの使徒（ムハンマド）が旅をした夜、2杯のカップ、すなわちワインをたたえたものとミルクをたたえたものが、アル＝クドゥス（エルサレム）で彼に与えられた。彼はそれらを見て、ミルクのカップを取った。天使ジブリールは言った、『神に讃えあれ、彼はそなたをフィトラ（正しき道）へ導いた。もしそなたがワインをとっていれば、そなたのウンマは道に迷うことになったであろう。』」と述べている。なお現代の学者の中には、本来「至遠のマスジド」というのはは単にメディナのすぐ外の建物か祈りをささげる場所を指していたのではないかとする者もいる。現在エルサレムにあるアル＝マスジド・アル＝アクサー（アル＝アクサー・モスク）はムハンマドの時代に建てられたものではなく、クルアーンの中でも他にエルサレムに言及している部分は、キブラ（ムスリムが祈る方向）をエルサレムからマッカに移した話のみである。草創期のイスラム教においてはエルサレムがキブラであったが、ムハンマドが大天使ジブリールを通し啓示を受けて、ヒジャーズのマッカにあるカアバ神殿の方角に変更された。
クルアーン内で「祝福された」地、という表現が出てくる17:1、21:71、34:18などは、様々な学者により多様に解釈されている。アブドゥッラー・ユースフ・アリーは、シリアやレバノンを含む広大な範囲、特にティルスやシドンなどの都市を指すとしている。Az-Zujajは「ダマスカス、パレスチナ、それにヨルダンの一部」と説明している。ムアド・イブン・ジャバルは「アリーシュとユーフラテス川の間」、イブン・アッバスは「イェリコの地」と述べている。こうした地域全体を指す言葉としてアシュ＝シャーム(アラビア語: الـشَّـام)がある。

## バハイ信教
バハイ教徒は、バハイ信教の創始者バハオラが1868年に投獄され、釈放後も1892年に死去するまで周辺で余生を送ったアッコとハイファを聖地とみなしている。バハオラはハイファにあるカルメル山の斜面をバブの聖廟に定め、後継者と定められたアブドル・バハは、1909年にこの地に庭園を築き始めた。アブドル・バハの後継者ショーギ・エフェンディもこの聖地の拡張を進め、さらにその没後は万国正義院が事業を引き継ぎ、この地は、現在のバハイ信教の運営面および宗教的な中心地バハイ世界センターに至っている。この地の庭園は観光地としても極めて人気があり、2012年のモフセン・マフマルバフの映画『庭師』の舞台ともなった。アッコにあるバハオラの廟とハイファのバブの聖廟は最も重要なバハイ信教の巡礼地であり、2008年にハイファと西ガリラヤのバハイ教聖地群としてユネスコの世界遺産に登録された。